# Heckler
Um heckler (em português, 'importuno' ou 'impertinente') é um termo de origem inglesa, usado para definir uma pessoa que interrompe locutores para discutir ou fazer perguntas embaraçosas. Aplica-se particularmente a quem interrompe um discurso, comício político ou espetáculo público.

## Origem
No século XIX nos espetáculos de vaudeville (ou teatro de revista como é conhecido em português), falsos hecklers eram introduzidos em algumas apresentações, em geral brincando com a chamada quarta parede, e os ps atores saíam de seus papéis para interagir com o público.
Na comédia, tornaram-se comuns os duelos de piadas entre os atores, no palco, e as pessoas da plateia, algumas vezes envolvendo trocas de insultos bem-humorados.
Os hecklers se tornaram parte integral em algumas apresentações de comédia, principalmente stand up comedy. Tornou-se comum em alguns países a interação entre atores e  a plateia, e a capacidade do ator em disputar com o público se tornou um indicad de qualidade de alguns comediantes. Em países como Estados Unidos e Inglaterra, o heckler é aceito como parte do espetáculo, e muitos comediantes o incorporam como parte de seus espetáculos.
No Brasil, a atitude é considerada descortês em qualquer ocasião e motivo para a pessoa ser retirada da sala. Mesmo em espetáculos de stand up comedy não se vê com bons olhos a participação agressiva do público.

## Exemplos do uso dehacklersem espetáculos
No programa Seinfeld no episódio "The Red Dot", Jerry Seinfeld é interrompido duas em vezes em seu show comentando dos eventos do episódio.
No programa The Late Show com David Letterman existe um personagem na plateia que insulta quando considera que o programa não está interessante.
O comediante Andy Kaufman teve todo um espetáculo baseado em irritar os espectadores, sendo que não se sabia quando os hecklers faziam parte do espetáculo ou quando eram espectadores reais.
Alguns anos atrás no programa Altas Horas, Serginho Groisman introduziu um personagem que provocava os convidados para incentivar uma reação mais ativa da plateia.